# Garding
Garding (plattdeutsch: Garn und Gaarn) ist eine Stadt im Kreis Nordfriesland in Schleswig-Holstein. Sie ist ein anerkannter Erholungsort. Die Stadt Garding hat keine Ortsteile. Der außerhalb der Stadt liegende Teil des ehemaligen Kirchspiels Garding bildet seit 1590 unter dem Namen Kirchspiel Garding eine eigenständige Gemeinde.

## Geographie

### Geographische Lage
Garding erstreckt sich auf einem frühzeitlichen Sandkern im Zentrum der Marschen-Halbinsel Eiderstedt.

### Nachbargemeinden
Die Stadt Garding ist vollständig von der Nachbargemeinde Kirchspiel Garding umschlossen.

## Geschichte

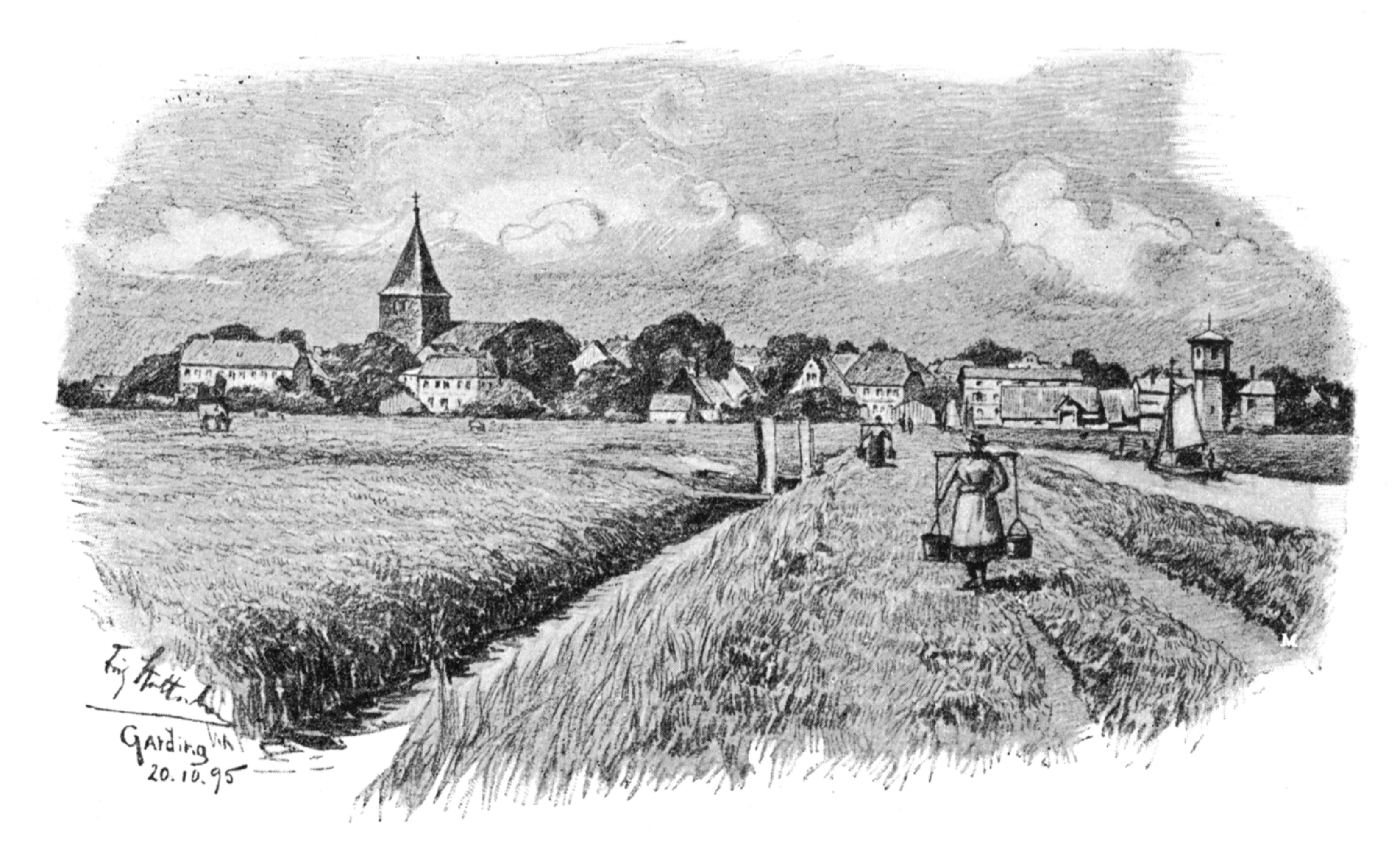
Garding mit der Süderbootfahrt um 1895

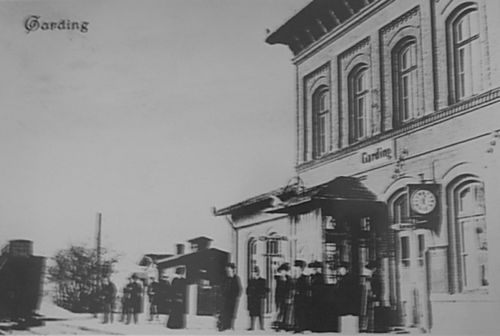
Bahnhof Garding um 1900

Garding existierte wahrscheinlich schon vor der Kirchgründung im Jahre 1109 mit ähnlichem Namen. Der Ort selbst wurde um 1187 in einer Urkunde des Erzbischofs von Lund erstmals namentlich genannt. 1231 erwähnt das Waldemar-Erdbuch Giaethningheret, die Gardingharde. 1300 wurde der Ort als Gherdinghe erwähnt, außerdem tauchten die Schreibweisen Gerdingen (1438) und Gardingk (1509) auf. Diese unterschiedlichen Schreibweisen können auch mit der Entwicklung der Umgangssprache in Garding und auf Eiderstedt zusammenhängen.
Zwischen 1525 und 1586 hatte der Staller der Dreilande Eiderstedt, Everschop und Utholm seinen Sitz auf dem Hof Garde auf der Marne. Dort weilte auch Herzog Adolf von Schleswig-Holstein-Gottorf, als er 1575 Garding das Privileg verlieh, einen Wochenmarkt abhalten zu dürfen. Dieser Wochenmarkt wird bis heute jeden Dienstag abgehalten.
Das Stadtrecht erhielt Garding von Herzog Johann Adolf von Schleswig-Holstein-Gottorf am 12. Oktober 1590 verliehen, etwa zur selben Zeit wie Husum (1603) und Tönning (1590). Dabei wurde die ländliche Umgebung der neuen Stadt als Kirchspiel Garding vom bisherigen Ort und Land umfassenden Kirchspiel abgetrennt.
Jahrhundertelang besaß Garding einen Hafen, der das Stadtbild prägte und das Wirtschaftsleben bestimmte. Als Hafenstadt hatte Garding nach Fertigstellung der Norder- und Süderbootfahrt um 1612 über die Häfen Katingsiel und Tönning fast bis zum Anfang des 20. Jahrhunderts Handelsverbindungen nach England und anderen Ländern. Der Hafen selbst wurde 1912 zugeschüttet.
Die Verlängerung der zunächst nur bis Tönning ausgebauten Bahnstrecke Husum–Bad St. Peter-Ording weiter bis nach Garding erfolgte 1892.
Unter preußischer Herrschaft wurde Garding 1867 Sitz eines Amtsgerichts. Dieses blieb bis 1959 erhalten und wurde durch das Amtsgericht Husum abgelöst. Zum 1. Januar 2006 gab die Stadt Garding ihre Amtsfreiheit auf und trat dem Amt Eiderstedt bei.

## Politik

### Stadtvertretung
Bei der Kommunalwahl am 14. Mai 2023 wurden insgesamt 17 Sitze vergeben. Von diesen erhielten der SSW und die CDU jeweils sechs Sitze und die SPD fünf Sitze.

### Bürgermeister
Für die Wahlperiode 2013–2018 wurde Ranjet Biermann (CDU) erneut zum ehrenamtlichen Bürgermeister gewählt. Dieser legte sein Amt, wie sein Mandat jedoch zum 19. Januar 2015 nieder. In der Folge wurde durch die Stadtvertretung am 26. Februar 2015 mit Andrea Kummerscheidt erstmals in der 425-jährigen Geschichte der Stadt eine Frau zur Bürgermeisterin von Garding gewählt.

### Wappen
Das Wappen wurde von dem Brunsbütteler Heraldiker Willy „Horsa“ Lippert gestaltet und am 30. Dezember 1963 genehmigt.
Blasonierung: „In Blau, unten begleitet von einem goldenen Abendmahlskelch, das golden nimbierte silberne Gotteslamm, mit dem rechten Vorderfuß die geschulterte Siegesfahne haltend: An goldener, oben in ein Kreuz auslaufender Stange ein silbernes, in zwei Zipfel endendes Banner mit rotem, durchgehendem Kreuz.“
Garding, Vorort der ehemaligen Landschaft Everschop inmitten der Halbinsel Eiderstedt, wurde 1590 zur Stadt erhoben. Schon das erste Stadtsiegel von 1589 zeigt das Gotteslamm, wo bei das Siegel anstelle des üblichen Kreuzes über dem Lamm die Buchstaben SOG (wohl: Sigillum Oppidi Gardingensis, Siegel der Stadt Garding) enthielt. Die Herkunft dieses Siegelbildes, das eigentlich kirchlicher Herkunft ist und auf ein Salvatorpatrozinium (Salvator = Heiland = Christus) hinweist, ist unbekannt. Die überlieferten Patrone der Gardinger Kirche sind Bartholomäus und Christian. 
Bis 1963 gebrauchte die Stadt das Siegelbild ohne Wappenschild. Die heraldische Überarbeitung versetzte den Kelch in den vom Boden befreiten Schildfuß.

### Flagge
Die Flagge wurde am 6. September 1965 genehmigt.
Die Flagge von Garding ist blau und zeigt im Liek das weiße Lamm und den gelben Kelch des Wappens, im fliegenden Ende vier goldene Balken. 

## Kultur und Sehenswürdigkeiten
In der Liste der Kulturdenkmale in Garding stehen die in der Denkmalliste des Landes Schleswig-Holstein eingetragenen Kulturdenkmale.

### Stadtbild

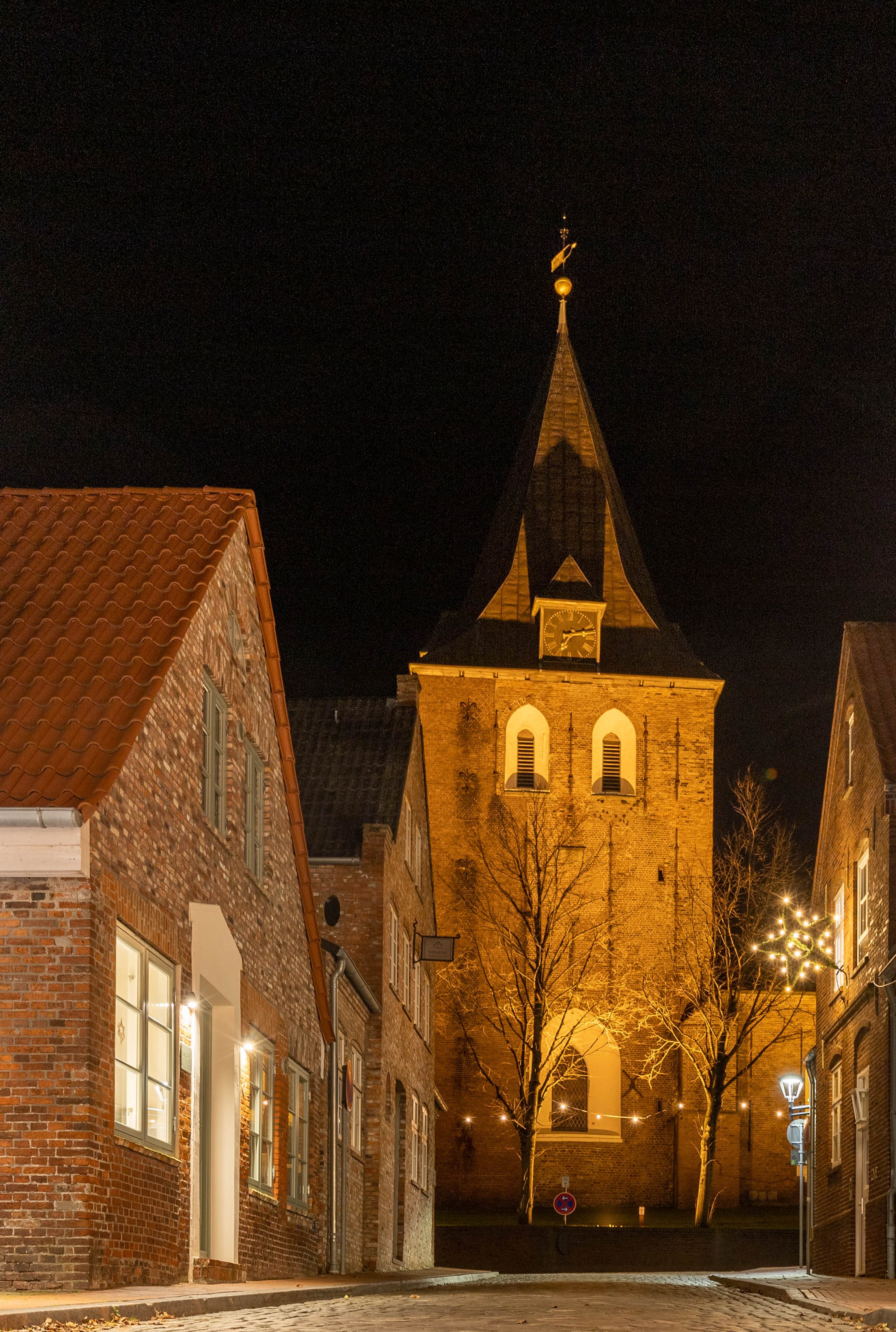
Der das Ortsbild von Garding prägende Kirchturm der ev.-luth. Kirchengemeinde St. Christian

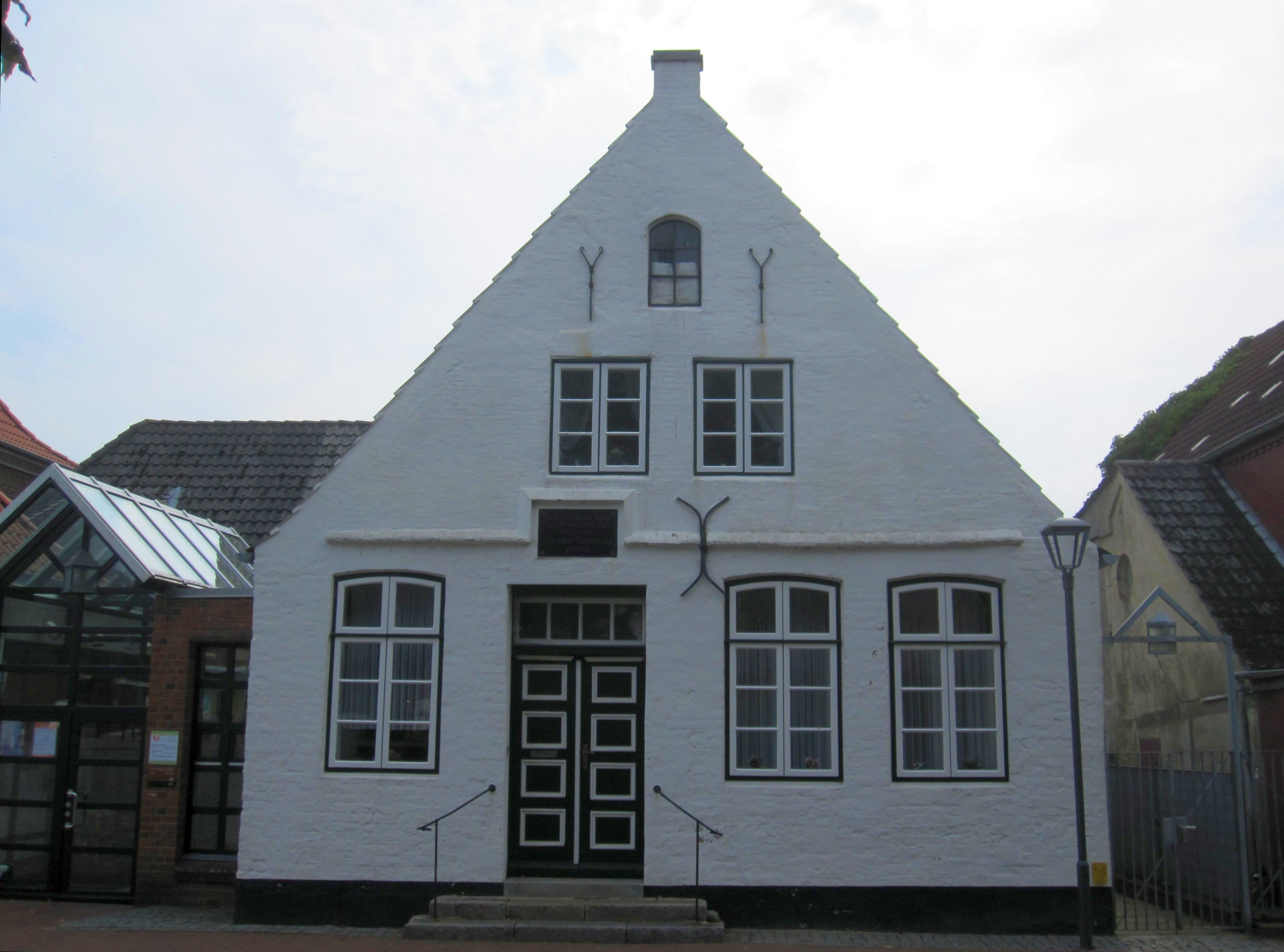
Geburtshaus Theodor Mommsens

Die St.-Christians-Kirche steht im historischen Stadtzentrum auf einer natürlichen Anhöhe. Die Topographische Karte weist für diesen Standort eine Höhenlage von 9 m über NHN aus. Es ist der Höchste Punkt innerhalb des Stadtgebiets. Die Altstadt ist um die Kirche herum gruppiert. Das Straßennetz ist hier sternförmig auf das Kirchenbauwerk ausgerichtet.
An der platzförmigen Straßenanlage im Ortszentrum befindet sich auch das ehemalige Theodor-Mommsen-Museum. Es ist heute das Gemeindehaus der örtlichen evangelisch-lutherischen Kirchengemeinde und beherbergt das sogenannte Mommsen-Gedächtnis.
Ein weiteres Gebäude mit Geschichte ist das sogenannte „Alte Rathaus“ oder "Stallerhaus". Errichtet wurde es 1825 als Amts- und Wohnsitz für den letzten Staller Johann G. Ingwersen, der in diesem Haus bis 1885 lebte. Sieben Jahre später wurde es von der Stadt Garding gekauft und schließlich als Rathaus weitergenutzt. Es wurde 2005 zu einem Kulturzentrum umgebaut und beinhaltet heute Räumlichkeiten für den Heimatbund Landschaft Eiderstedt, die Heimatkundliche Arbeitsgemeinschaft Garding, den Förderverein für Kunst und Kultur Eiderstedt sowie den Offenen Kanal Westküste.

### Veranstaltungen
Seit 1975 findet jährlich Ende Juli ein Spezialitätenmarkt der Eiderstedter Landfrauen rund um die Kirche statt. Neben Delikatessen aus Eiderstedt runden kunsthandwerkliche Angebote den Markt ab.
Die „Musikantenbörse“, eine Musikveranstaltung, findet an insgesamt acht Dienstagabenden im Juli und August statt.
Innerhalb der Konzertreihe „Musik in den Kirchen Eiderstedts“ finden während der Sommermonate in der St.-Christian-Kirche im Zentrum Gardings laufend Konzerte (Klassik und Jazz) auswärtiger Musiker statt.
Im „Alten Rathaus“ stellt die Künstlergruppe KunstKlima permanent in wechselnden Ausstellungen Arbeiten ihrer Mitglieder vor.

### Sport
Der TSV Garding von 1865 e. V. bietet mit den Sparten Fußball, Handball, Tischtennis, Turnen, Herzsport, Nordic-Walking, Sportabzeichen und Schwimmen eine breite Palette für Aktivitäten an. Die Fußballsparte bildet gemeinsam mit dem Tönninger SV die Spielgemeinschaft (SG) Eiderstedt. Als Sportstätten werden die Dreilandenhalle, zwei Schulturnhallen, ein Sportplatz sowie zwei Übungsplätze genutzt.

## Wirtschaft und Infrastruktur

### Allgemeine Wirtschaftsstruktur
Die Wirtschaftsstruktur ist ländlich diversifiziert, mittelständisch geprägt. Die schleswig-holsteinische Raumordnung weist die Stadt im aktuell gültigen Landesentwicklungsplan 2010 als Ländlichen Zentralort aus. Die am Ort mit Filialen ansässigen Kreditinstitute sind die VR Bank Westküste und die Nord-Ostsee Sparkasse. Im Lebensmittel-Einzelhandel ist beispielsweise ein Edeka-Verbrauchermarkt am Ort ansässig.

### Verkehr
Im SPNV wird Garding auf der Bahnstrecke Husum–Bad St. Peter-Ording im Stundentakt durch die Regionalbahn-Linie RB 64 des Nahverkehrsverbunds Schleswig-Holstein angefahren.
Durch den Siedlungskern von Garding führt die Bundesstraße 202 im Abschnitt zwischen Tönning und St. Peter-Ording. Innerhalb des Ortskerns wird der Straßenverlauf abgebildet durch den durchgängigen Straßenzug Tönninger/Süder/Tatinger Straße. Sie schließt den Ort an das bundesweite Fernstraßennetz direkt an.

## Persönlichkeiten

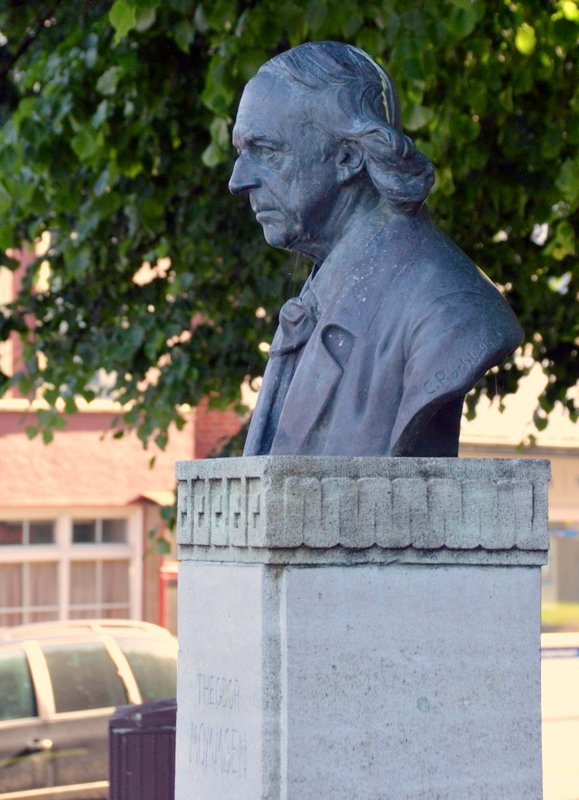
Mommsen-Büste vor der Gardinger Kirche

### Söhne und Töchter der Stadt
- Alexander Friedrich Wilhelm Preusser (1799–1885), schleswig-holsteinischer Oberappellationsgerichtsrat und Politiker
- Theodor Mommsen (1817–1903), Historiker und Nobelpreisträger; seit 1895 Ehrenbürger der Stadt Garding (Dauerausstellung im Gemeindehaus)
- Tycho Mommsen (1819–1900), Schriftsteller und Gymnasialdirektor
- Julius Wallichs (1829–1916), Arzt und Standespolitiker
- Christian Adolf Wallichs (1831–1922), Reichstags- und Landtagsabgeordneter
- Richard Petersen (1865–1946), Ingenieur, technischer Leiter beim Bau der Wuppertaler Schwebebahn
- Johannes Jessen (1880–1945), Geistlicher und Übersetzer der Bibel ins Niederdeutsche
- Rolf Büttner (* 1949), Gewerkschafter
- Peter-Jürgen Boock (* 1951), Schriftsteller und Ex-RAF-Terrorist
- Marianne Ehlers (* 1953), Bibliothekarin, Autorin in niederdeutscher Sprache

### Mit Garding verbunden
- Hans Eberhard Friedrich (1907–1980), Schriftsteller, Journalist und Übersetzer; starb in Garding
- Hans-Alwin Ketels (1913–2017), Landwirt und Politiker (CDU); lebte in Garding
- Dieter Staacken (* 1935), Schriftsteller und Maler; wuchs in Garding auf und lebt und arbeitet dort, seit 2022 Ehrenbürger
- Knut Kiesewetter (1941–2016), Sänger und Musiker; wuchs in Garding auf und ist hier gestorben
- Otto Beckmann (* 1945), Maler, Zeichner und Grafiker; baute ab 1971 die Mühle Emanuel in Garding wieder auf
- Ingo Kühl (* 1953), Maler, Zeichner, Bildhauer und Architekt; hatte von 1980 bis 1994 ein Atelier in Garding[11]